# Aleksandr Dmitrievič Petrov
Aleksandr Dmitrievič Petrov (in russo Александр Дмитриевич Петров?; Pskov, 12 febbraio 1794 – Varsavia, 22 aprile 1867) è stato uno scacchista, scrittore e compositore di scacchi russo.

## Biografia
Nato da una famiglia nobile, nel 1804 si trasferì a San Pietroburgo. Nel 1809 sconfisse Kopev, considerato il giocatore più forte della città, diventando a soli 15 anni campione della Russia.
Nel 1824 pubblicò uno dei primi manuali di scacchi in russo, «Schachmatnaja igra», in due parti, la prima teorica e la seconda pratica. Analizzò con Carl Jaenisch l'apertura 1. e4 e5 2. Cf3 Cf6 (C42), ora nota come difesa russa (nei paesi anglosassoni è ancora chiamata "difesa Petrov" o "Petroff"), apertura tuttora giocata anche ai massimi livelli.
Nel 1840 si trasferì a Varsavia, dove era stato inviato come funzionario dello stato russo. Durante la rivolta di Gennaio del 1863-64 fu catturato dai ribelli, ma venne poi liberato e lasciò Varsavia per Vienna e Parigi.
Petrov era chiamato all'epoca "il Philidor russo". Giocò diversi match, uscendone quasi sempre vincitore: vinse 4 - 2 con Baranov nel 1809; 2 - 1 con Jaenisch nel 1844; con Sergei Urusov 3 - 1 a San Pietroburgo nel 1853 e di nuovo 13.5 - 7.5 a Varsavia nel 1859; 4 -2 con Ilya Shumov a San Pietroburgo nel 1862.
|   | a | b | c | d | e | f | g | h |   |
| 8 | d8 cavallo del nero · c7 pedone del nero · g7 pedone del nero · e6 pedone del nero · f6 torre del nero · g6 alfiere del bianco · a5 cavallo del nero · c5 pedone del bianco · a4 pedone del nero · d4 pedone del bianco · f4 torre del nero · g4 pedone del nero · e3 alfiere del nero · b2 pedone del nero · c2 pedone del bianco · e2 cavallo del bianco · f2 pedone del nero · h2 re del bianco · b1 re del nero · f1 cavallo del bianco · h1 donna del bianco | d8 cavallo del nero · c7 pedone del nero · g7 pedone del nero · e6 pedone del nero · f6 torre del nero · g6 alfiere del bianco · a5 cavallo del nero · c5 pedone del bianco · a4 pedone del nero · d4 pedone del bianco · f4 torre del nero · g4 pedone del nero · e3 alfiere del nero · b2 pedone del nero · c2 pedone del bianco · e2 cavallo del bianco · f2 pedone del nero · h2 re del bianco · b1 re del nero · f1 cavallo del bianco · h1 donna del bianco | d8 cavallo del nero · c7 pedone del nero · g7 pedone del nero · e6 pedone del nero · f6 torre del nero · g6 alfiere del bianco · a5 cavallo del nero · c5 pedone del bianco · a4 pedone del nero · d4 pedone del bianco · f4 torre del nero · g4 pedone del nero · e3 alfiere del nero · b2 pedone del nero · c2 pedone del bianco · e2 cavallo del bianco · f2 pedone del nero · h2 re del bianco · b1 re del nero · f1 cavallo del bianco · h1 donna del bianco | d8 cavallo del nero · c7 pedone del nero · g7 pedone del nero · e6 pedone del nero · f6 torre del nero · g6 alfiere del bianco · a5 cavallo del nero · c5 pedone del bianco · a4 pedone del nero · d4 pedone del bianco · f4 torre del nero · g4 pedone del nero · e3 alfiere del nero · b2 pedone del nero · c2 pedone del bianco · e2 cavallo del bianco · f2 pedone del nero · h2 re del bianco · b1 re del nero · f1 cavallo del bianco · h1 donna del bianco | d8 cavallo del nero · c7 pedone del nero · g7 pedone del nero · e6 pedone del nero · f6 torre del nero · g6 alfiere del bianco · a5 cavallo del nero · c5 pedone del bianco · a4 pedone del nero · d4 pedone del bianco · f4 torre del nero · g4 pedone del nero · e3 alfiere del nero · b2 pedone del nero · c2 pedone del bianco · e2 cavallo del bianco · f2 pedone del nero · h2 re del bianco · b1 re del nero · f1 cavallo del bianco · h1 donna del bianco | d8 cavallo del nero · c7 pedone del nero · g7 pedone del nero · e6 pedone del nero · f6 torre del nero · g6 alfiere del bianco · a5 cavallo del nero · c5 pedone del bianco · a4 pedone del nero · d4 pedone del bianco · f4 torre del nero · g4 pedone del nero · e3 alfiere del nero · b2 pedone del nero · c2 pedone del bianco · e2 cavallo del bianco · f2 pedone del nero · h2 re del bianco · b1 re del nero · f1 cavallo del bianco · h1 donna del bianco | d8 cavallo del nero · c7 pedone del nero · g7 pedone del nero · e6 pedone del nero · f6 torre del nero · g6 alfiere del bianco · a5 cavallo del nero · c5 pedone del bianco · a4 pedone del nero · d4 pedone del bianco · f4 torre del nero · g4 pedone del nero · e3 alfiere del nero · b2 pedone del nero · c2 pedone del bianco · e2 cavallo del bianco · f2 pedone del nero · h2 re del bianco · b1 re del nero · f1 cavallo del bianco · h1 donna del bianco | d8 cavallo del nero · c7 pedone del nero · g7 pedone del nero · e6 pedone del nero · f6 torre del nero · g6 alfiere del bianco · a5 cavallo del nero · c5 pedone del bianco · a4 pedone del nero · d4 pedone del bianco · f4 torre del nero · g4 pedone del nero · e3 alfiere del nero · b2 pedone del nero · c2 pedone del bianco · e2 cavallo del bianco · f2 pedone del nero · h2 re del bianco · b1 re del nero · f1 cavallo del bianco · h1 donna del bianco | 8 |
| 7 | d8 cavallo del nero · c7 pedone del nero · g7 pedone del nero · e6 pedone del nero · f6 torre del nero · g6 alfiere del bianco · a5 cavallo del nero · c5 pedone del bianco · a4 pedone del nero · d4 pedone del bianco · f4 torre del nero · g4 pedone del nero · e3 alfiere del nero · b2 pedone del nero · c2 pedone del bianco · e2 cavallo del bianco · f2 pedone del nero · h2 re del bianco · b1 re del nero · f1 cavallo del bianco · h1 donna del bianco | d8 cavallo del nero · c7 pedone del nero · g7 pedone del nero · e6 pedone del nero · f6 torre del nero · g6 alfiere del bianco · a5 cavallo del nero · c5 pedone del bianco · a4 pedone del nero · d4 pedone del bianco · f4 torre del nero · g4 pedone del nero · e3 alfiere del nero · b2 pedone del nero · c2 pedone del bianco · e2 cavallo del bianco · f2 pedone del nero · h2 re del bianco · b1 re del nero · f1 cavallo del bianco · h1 donna del bianco | d8 cavallo del nero · c7 pedone del nero · g7 pedone del nero · e6 pedone del nero · f6 torre del nero · g6 alfiere del bianco · a5 cavallo del nero · c5 pedone del bianco · a4 pedone del nero · d4 pedone del bianco · f4 torre del nero · g4 pedone del nero · e3 alfiere del nero · b2 pedone del nero · c2 pedone del bianco · e2 cavallo del bianco · f2 pedone del nero · h2 re del bianco · b1 re del nero · f1 cavallo del bianco · h1 donna del bianco | d8 cavallo del nero · c7 pedone del nero · g7 pedone del nero · e6 pedone del nero · f6 torre del nero · g6 alfiere del bianco · a5 cavallo del nero · c5 pedone del bianco · a4 pedone del nero · d4 pedone del bianco · f4 torre del nero · g4 pedone del nero · e3 alfiere del nero · b2 pedone del nero · c2 pedone del bianco · e2 cavallo del bianco · f2 pedone del nero · h2 re del bianco · b1 re del nero · f1 cavallo del bianco · h1 donna del bianco | d8 cavallo del nero · c7 pedone del nero · g7 pedone del nero · e6 pedone del nero · f6 torre del nero · g6 alfiere del bianco · a5 cavallo del nero · c5 pedone del bianco · a4 pedone del nero · d4 pedone del bianco · f4 torre del nero · g4 pedone del nero · e3 alfiere del nero · b2 pedone del nero · c2 pedone del bianco · e2 cavallo del bianco · f2 pedone del nero · h2 re del bianco · b1 re del nero · f1 cavallo del bianco · h1 donna del bianco | d8 cavallo del nero · c7 pedone del nero · g7 pedone del nero · e6 pedone del nero · f6 torre del nero · g6 alfiere del bianco · a5 cavallo del nero · c5 pedone del bianco · a4 pedone del nero · d4 pedone del bianco · f4 torre del nero · g4 pedone del nero · e3 alfiere del nero · b2 pedone del nero · c2 pedone del bianco · e2 cavallo del bianco · f2 pedone del nero · h2 re del bianco · b1 re del nero · f1 cavallo del bianco · h1 donna del bianco | d8 cavallo del nero · c7 pedone del nero · g7 pedone del nero · e6 pedone del nero · f6 torre del nero · g6 alfiere del bianco · a5 cavallo del nero · c5 pedone del bianco · a4 pedone del nero · d4 pedone del bianco · f4 torre del nero · g4 pedone del nero · e3 alfiere del nero · b2 pedone del nero · c2 pedone del bianco · e2 cavallo del bianco · f2 pedone del nero · h2 re del bianco · b1 re del nero · f1 cavallo del bianco · h1 donna del bianco | d8 cavallo del nero · c7 pedone del nero · g7 pedone del nero · e6 pedone del nero · f6 torre del nero · g6 alfiere del bianco · a5 cavallo del nero · c5 pedone del bianco · a4 pedone del nero · d4 pedone del bianco · f4 torre del nero · g4 pedone del nero · e3 alfiere del nero · b2 pedone del nero · c2 pedone del bianco · e2 cavallo del bianco · f2 pedone del nero · h2 re del bianco · b1 re del nero · f1 cavallo del bianco · h1 donna del bianco | 7 |
| 6 | d8 cavallo del nero · c7 pedone del nero · g7 pedone del nero · e6 pedone del nero · f6 torre del nero · g6 alfiere del bianco · a5 cavallo del nero · c5 pedone del bianco · a4 pedone del nero · d4 pedone del bianco · f4 torre del nero · g4 pedone del nero · e3 alfiere del nero · b2 pedone del nero · c2 pedone del bianco · e2 cavallo del bianco · f2 pedone del nero · h2 re del bianco · b1 re del nero · f1 cavallo del bianco · h1 donna del bianco | d8 cavallo del nero · c7 pedone del nero · g7 pedone del nero · e6 pedone del nero · f6 torre del nero · g6 alfiere del bianco · a5 cavallo del nero · c5 pedone del bianco · a4 pedone del nero · d4 pedone del bianco · f4 torre del nero · g4 pedone del nero · e3 alfiere del nero · b2 pedone del nero · c2 pedone del bianco · e2 cavallo del bianco · f2 pedone del nero · h2 re del bianco · b1 re del nero · f1 cavallo del bianco · h1 donna del bianco | d8 cavallo del nero · c7 pedone del nero · g7 pedone del nero · e6 pedone del nero · f6 torre del nero · g6 alfiere del bianco · a5 cavallo del nero · c5 pedone del bianco · a4 pedone del nero · d4 pedone del bianco · f4 torre del nero · g4 pedone del nero · e3 alfiere del nero · b2 pedone del nero · c2 pedone del bianco · e2 cavallo del bianco · f2 pedone del nero · h2 re del bianco · b1 re del nero · f1 cavallo del bianco · h1 donna del bianco | d8 cavallo del nero · c7 pedone del nero · g7 pedone del nero · e6 pedone del nero · f6 torre del nero · g6 alfiere del bianco · a5 cavallo del nero · c5 pedone del bianco · a4 pedone del nero · d4 pedone del bianco · f4 torre del nero · g4 pedone del nero · e3 alfiere del nero · b2 pedone del nero · c2 pedone del bianco · e2 cavallo del bianco · f2 pedone del nero · h2 re del bianco · b1 re del nero · f1 cavallo del bianco · h1 donna del bianco | d8 cavallo del nero · c7 pedone del nero · g7 pedone del nero · e6 pedone del nero · f6 torre del nero · g6 alfiere del bianco · a5 cavallo del nero · c5 pedone del bianco · a4 pedone del nero · d4 pedone del bianco · f4 torre del nero · g4 pedone del nero · e3 alfiere del nero · b2 pedone del nero · c2 pedone del bianco · e2 cavallo del bianco · f2 pedone del nero · h2 re del bianco · b1 re del nero · f1 cavallo del bianco · h1 donna del bianco | d8 cavallo del nero · c7 pedone del nero · g7 pedone del nero · e6 pedone del nero · f6 torre del nero · g6 alfiere del bianco · a5 cavallo del nero · c5 pedone del bianco · a4 pedone del nero · d4 pedone del bianco · f4 torre del nero · g4 pedone del nero · e3 alfiere del nero · b2 pedone del nero · c2 pedone del bianco · e2 cavallo del bianco · f2 pedone del nero · h2 re del bianco · b1 re del nero · f1 cavallo del bianco · h1 donna del bianco | d8 cavallo del nero · c7 pedone del nero · g7 pedone del nero · e6 pedone del nero · f6 torre del nero · g6 alfiere del bianco · a5 cavallo del nero · c5 pedone del bianco · a4 pedone del nero · d4 pedone del bianco · f4 torre del nero · g4 pedone del nero · e3 alfiere del nero · b2 pedone del nero · c2 pedone del bianco · e2 cavallo del bianco · f2 pedone del nero · h2 re del bianco · b1 re del nero · f1 cavallo del bianco · h1 donna del bianco | d8 cavallo del nero · c7 pedone del nero · g7 pedone del nero · e6 pedone del nero · f6 torre del nero · g6 alfiere del bianco · a5 cavallo del nero · c5 pedone del bianco · a4 pedone del nero · d4 pedone del bianco · f4 torre del nero · g4 pedone del nero · e3 alfiere del nero · b2 pedone del nero · c2 pedone del bianco · e2 cavallo del bianco · f2 pedone del nero · h2 re del bianco · b1 re del nero · f1 cavallo del bianco · h1 donna del bianco | 6 |
| 5 | d8 cavallo del nero · c7 pedone del nero · g7 pedone del nero · e6 pedone del nero · f6 torre del nero · g6 alfiere del bianco · a5 cavallo del nero · c5 pedone del bianco · a4 pedone del nero · d4 pedone del bianco · f4 torre del nero · g4 pedone del nero · e3 alfiere del nero · b2 pedone del nero · c2 pedone del bianco · e2 cavallo del bianco · f2 pedone del nero · h2 re del bianco · b1 re del nero · f1 cavallo del bianco · h1 donna del bianco | d8 cavallo del nero · c7 pedone del nero · g7 pedone del nero · e6 pedone del nero · f6 torre del nero · g6 alfiere del bianco · a5 cavallo del nero · c5 pedone del bianco · a4 pedone del nero · d4 pedone del bianco · f4 torre del nero · g4 pedone del nero · e3 alfiere del nero · b2 pedone del nero · c2 pedone del bianco · e2 cavallo del bianco · f2 pedone del nero · h2 re del bianco · b1 re del nero · f1 cavallo del bianco · h1 donna del bianco | d8 cavallo del nero · c7 pedone del nero · g7 pedone del nero · e6 pedone del nero · f6 torre del nero · g6 alfiere del bianco · a5 cavallo del nero · c5 pedone del bianco · a4 pedone del nero · d4 pedone del bianco · f4 torre del nero · g4 pedone del nero · e3 alfiere del nero · b2 pedone del nero · c2 pedone del bianco · e2 cavallo del bianco · f2 pedone del nero · h2 re del bianco · b1 re del nero · f1 cavallo del bianco · h1 donna del bianco | d8 cavallo del nero · c7 pedone del nero · g7 pedone del nero · e6 pedone del nero · f6 torre del nero · g6 alfiere del bianco · a5 cavallo del nero · c5 pedone del bianco · a4 pedone del nero · d4 pedone del bianco · f4 torre del nero · g4 pedone del nero · e3 alfiere del nero · b2 pedone del nero · c2 pedone del bianco · e2 cavallo del bianco · f2 pedone del nero · h2 re del bianco · b1 re del nero · f1 cavallo del bianco · h1 donna del bianco | d8 cavallo del nero · c7 pedone del nero · g7 pedone del nero · e6 pedone del nero · f6 torre del nero · g6 alfiere del bianco · a5 cavallo del nero · c5 pedone del bianco · a4 pedone del nero · d4 pedone del bianco · f4 torre del nero · g4 pedone del nero · e3 alfiere del nero · b2 pedone del nero · c2 pedone del bianco · e2 cavallo del bianco · f2 pedone del nero · h2 re del bianco · b1 re del nero · f1 cavallo del bianco · h1 donna del bianco | d8 cavallo del nero · c7 pedone del nero · g7 pedone del nero · e6 pedone del nero · f6 torre del nero · g6 alfiere del bianco · a5 cavallo del nero · c5 pedone del bianco · a4 pedone del nero · d4 pedone del bianco · f4 torre del nero · g4 pedone del nero · e3 alfiere del nero · b2 pedone del nero · c2 pedone del bianco · e2 cavallo del bianco · f2 pedone del nero · h2 re del bianco · b1 re del nero · f1 cavallo del bianco · h1 donna del bianco | d8 cavallo del nero · c7 pedone del nero · g7 pedone del nero · e6 pedone del nero · f6 torre del nero · g6 alfiere del bianco · a5 cavallo del nero · c5 pedone del bianco · a4 pedone del nero · d4 pedone del bianco · f4 torre del nero · g4 pedone del nero · e3 alfiere del nero · b2 pedone del nero · c2 pedone del bianco · e2 cavallo del bianco · f2 pedone del nero · h2 re del bianco · b1 re del nero · f1 cavallo del bianco · h1 donna del bianco | d8 cavallo del nero · c7 pedone del nero · g7 pedone del nero · e6 pedone del nero · f6 torre del nero · g6 alfiere del bianco · a5 cavallo del nero · c5 pedone del bianco · a4 pedone del nero · d4 pedone del bianco · f4 torre del nero · g4 pedone del nero · e3 alfiere del nero · b2 pedone del nero · c2 pedone del bianco · e2 cavallo del bianco · f2 pedone del nero · h2 re del bianco · b1 re del nero · f1 cavallo del bianco · h1 donna del bianco | 5 |
| 4 | d8 cavallo del nero · c7 pedone del nero · g7 pedone del nero · e6 pedone del nero · f6 torre del nero · g6 alfiere del bianco · a5 cavallo del nero · c5 pedone del bianco · a4 pedone del nero · d4 pedone del bianco · f4 torre del nero · g4 pedone del nero · e3 alfiere del nero · b2 pedone del nero · c2 pedone del bianco · e2 cavallo del bianco · f2 pedone del nero · h2 re del bianco · b1 re del nero · f1 cavallo del bianco · h1 donna del bianco | d8 cavallo del nero · c7 pedone del nero · g7 pedone del nero · e6 pedone del nero · f6 torre del nero · g6 alfiere del bianco · a5 cavallo del nero · c5 pedone del bianco · a4 pedone del nero · d4 pedone del bianco · f4 torre del nero · g4 pedone del nero · e3 alfiere del nero · b2 pedone del nero · c2 pedone del bianco · e2 cavallo del bianco · f2 pedone del nero · h2 re del bianco · b1 re del nero · f1 cavallo del bianco · h1 donna del bianco | d8 cavallo del nero · c7 pedone del nero · g7 pedone del nero · e6 pedone del nero · f6 torre del nero · g6 alfiere del bianco · a5 cavallo del nero · c5 pedone del bianco · a4 pedone del nero · d4 pedone del bianco · f4 torre del nero · g4 pedone del nero · e3 alfiere del nero · b2 pedone del nero · c2 pedone del bianco · e2 cavallo del bianco · f2 pedone del nero · h2 re del bianco · b1 re del nero · f1 cavallo del bianco · h1 donna del bianco | d8 cavallo del nero · c7 pedone del nero · g7 pedone del nero · e6 pedone del nero · f6 torre del nero · g6 alfiere del bianco · a5 cavallo del nero · c5 pedone del bianco · a4 pedone del nero · d4 pedone del bianco · f4 torre del nero · g4 pedone del nero · e3 alfiere del nero · b2 pedone del nero · c2 pedone del bianco · e2 cavallo del bianco · f2 pedone del nero · h2 re del bianco · b1 re del nero · f1 cavallo del bianco · h1 donna del bianco | d8 cavallo del nero · c7 pedone del nero · g7 pedone del nero · e6 pedone del nero · f6 torre del nero · g6 alfiere del bianco · a5 cavallo del nero · c5 pedone del bianco · a4 pedone del nero · d4 pedone del bianco · f4 torre del nero · g4 pedone del nero · e3 alfiere del nero · b2 pedone del nero · c2 pedone del bianco · e2 cavallo del bianco · f2 pedone del nero · h2 re del bianco · b1 re del nero · f1 cavallo del bianco · h1 donna del bianco | d8 cavallo del nero · c7 pedone del nero · g7 pedone del nero · e6 pedone del nero · f6 torre del nero · g6 alfiere del bianco · a5 cavallo del nero · c5 pedone del bianco · a4 pedone del nero · d4 pedone del bianco · f4 torre del nero · g4 pedone del nero · e3 alfiere del nero · b2 pedone del nero · c2 pedone del bianco · e2 cavallo del bianco · f2 pedone del nero · h2 re del bianco · b1 re del nero · f1 cavallo del bianco · h1 donna del bianco | d8 cavallo del nero · c7 pedone del nero · g7 pedone del nero · e6 pedone del nero · f6 torre del nero · g6 alfiere del bianco · a5 cavallo del nero · c5 pedone del bianco · a4 pedone del nero · d4 pedone del bianco · f4 torre del nero · g4 pedone del nero · e3 alfiere del nero · b2 pedone del nero · c2 pedone del bianco · e2 cavallo del bianco · f2 pedone del nero · h2 re del bianco · b1 re del nero · f1 cavallo del bianco · h1 donna del bianco | d8 cavallo del nero · c7 pedone del nero · g7 pedone del nero · e6 pedone del nero · f6 torre del nero · g6 alfiere del bianco · a5 cavallo del nero · c5 pedone del bianco · a4 pedone del nero · d4 pedone del bianco · f4 torre del nero · g4 pedone del nero · e3 alfiere del nero · b2 pedone del nero · c2 pedone del bianco · e2 cavallo del bianco · f2 pedone del nero · h2 re del bianco · b1 re del nero · f1 cavallo del bianco · h1 donna del bianco | 4 |
| 3 | d8 cavallo del nero · c7 pedone del nero · g7 pedone del nero · e6 pedone del nero · f6 torre del nero · g6 alfiere del bianco · a5 cavallo del nero · c5 pedone del bianco · a4 pedone del nero · d4 pedone del bianco · f4 torre del nero · g4 pedone del nero · e3 alfiere del nero · b2 pedone del nero · c2 pedone del bianco · e2 cavallo del bianco · f2 pedone del nero · h2 re del bianco · b1 re del nero · f1 cavallo del bianco · h1 donna del bianco | d8 cavallo del nero · c7 pedone del nero · g7 pedone del nero · e6 pedone del nero · f6 torre del nero · g6 alfiere del bianco · a5 cavallo del nero · c5 pedone del bianco · a4 pedone del nero · d4 pedone del bianco · f4 torre del nero · g4 pedone del nero · e3 alfiere del nero · b2 pedone del nero · c2 pedone del bianco · e2 cavallo del bianco · f2 pedone del nero · h2 re del bianco · b1 re del nero · f1 cavallo del bianco · h1 donna del bianco | d8 cavallo del nero · c7 pedone del nero · g7 pedone del nero · e6 pedone del nero · f6 torre del nero · g6 alfiere del bianco · a5 cavallo del nero · c5 pedone del bianco · a4 pedone del nero · d4 pedone del bianco · f4 torre del nero · g4 pedone del nero · e3 alfiere del nero · b2 pedone del nero · c2 pedone del bianco · e2 cavallo del bianco · f2 pedone del nero · h2 re del bianco · b1 re del nero · f1 cavallo del bianco · h1 donna del bianco | d8 cavallo del nero · c7 pedone del nero · g7 pedone del nero · e6 pedone del nero · f6 torre del nero · g6 alfiere del bianco · a5 cavallo del nero · c5 pedone del bianco · a4 pedone del nero · d4 pedone del bianco · f4 torre del nero · g4 pedone del nero · e3 alfiere del nero · b2 pedone del nero · c2 pedone del bianco · e2 cavallo del bianco · f2 pedone del nero · h2 re del bianco · b1 re del nero · f1 cavallo del bianco · h1 donna del bianco | d8 cavallo del nero · c7 pedone del nero · g7 pedone del nero · e6 pedone del nero · f6 torre del nero · g6 alfiere del bianco · a5 cavallo del nero · c5 pedone del bianco · a4 pedone del nero · d4 pedone del bianco · f4 torre del nero · g4 pedone del nero · e3 alfiere del nero · b2 pedone del nero · c2 pedone del bianco · e2 cavallo del bianco · f2 pedone del nero · h2 re del bianco · b1 re del nero · f1 cavallo del bianco · h1 donna del bianco | d8 cavallo del nero · c7 pedone del nero · g7 pedone del nero · e6 pedone del nero · f6 torre del nero · g6 alfiere del bianco · a5 cavallo del nero · c5 pedone del bianco · a4 pedone del nero · d4 pedone del bianco · f4 torre del nero · g4 pedone del nero · e3 alfiere del nero · b2 pedone del nero · c2 pedone del bianco · e2 cavallo del bianco · f2 pedone del nero · h2 re del bianco · b1 re del nero · f1 cavallo del bianco · h1 donna del bianco | d8 cavallo del nero · c7 pedone del nero · g7 pedone del nero · e6 pedone del nero · f6 torre del nero · g6 alfiere del bianco · a5 cavallo del nero · c5 pedone del bianco · a4 pedone del nero · d4 pedone del bianco · f4 torre del nero · g4 pedone del nero · e3 alfiere del nero · b2 pedone del nero · c2 pedone del bianco · e2 cavallo del bianco · f2 pedone del nero · h2 re del bianco · b1 re del nero · f1 cavallo del bianco · h1 donna del bianco | d8 cavallo del nero · c7 pedone del nero · g7 pedone del nero · e6 pedone del nero · f6 torre del nero · g6 alfiere del bianco · a5 cavallo del nero · c5 pedone del bianco · a4 pedone del nero · d4 pedone del bianco · f4 torre del nero · g4 pedone del nero · e3 alfiere del nero · b2 pedone del nero · c2 pedone del bianco · e2 cavallo del bianco · f2 pedone del nero · h2 re del bianco · b1 re del nero · f1 cavallo del bianco · h1 donna del bianco | 3 |
| 2 | d8 cavallo del nero · c7 pedone del nero · g7 pedone del nero · e6 pedone del nero · f6 torre del nero · g6 alfiere del bianco · a5 cavallo del nero · c5 pedone del bianco · a4 pedone del nero · d4 pedone del bianco · f4 torre del nero · g4 pedone del nero · e3 alfiere del nero · b2 pedone del nero · c2 pedone del bianco · e2 cavallo del bianco · f2 pedone del nero · h2 re del bianco · b1 re del nero · f1 cavallo del bianco · h1 donna del bianco | d8 cavallo del nero · c7 pedone del nero · g7 pedone del nero · e6 pedone del nero · f6 torre del nero · g6 alfiere del bianco · a5 cavallo del nero · c5 pedone del bianco · a4 pedone del nero · d4 pedone del bianco · f4 torre del nero · g4 pedone del nero · e3 alfiere del nero · b2 pedone del nero · c2 pedone del bianco · e2 cavallo del bianco · f2 pedone del nero · h2 re del bianco · b1 re del nero · f1 cavallo del bianco · h1 donna del bianco | d8 cavallo del nero · c7 pedone del nero · g7 pedone del nero · e6 pedone del nero · f6 torre del nero · g6 alfiere del bianco · a5 cavallo del nero · c5 pedone del bianco · a4 pedone del nero · d4 pedone del bianco · f4 torre del nero · g4 pedone del nero · e3 alfiere del nero · b2 pedone del nero · c2 pedone del bianco · e2 cavallo del bianco · f2 pedone del nero · h2 re del bianco · b1 re del nero · f1 cavallo del bianco · h1 donna del bianco | d8 cavallo del nero · c7 pedone del nero · g7 pedone del nero · e6 pedone del nero · f6 torre del nero · g6 alfiere del bianco · a5 cavallo del nero · c5 pedone del bianco · a4 pedone del nero · d4 pedone del bianco · f4 torre del nero · g4 pedone del nero · e3 alfiere del nero · b2 pedone del nero · c2 pedone del bianco · e2 cavallo del bianco · f2 pedone del nero · h2 re del bianco · b1 re del nero · f1 cavallo del bianco · h1 donna del bianco | d8 cavallo del nero · c7 pedone del nero · g7 pedone del nero · e6 pedone del nero · f6 torre del nero · g6 alfiere del bianco · a5 cavallo del nero · c5 pedone del bianco · a4 pedone del nero · d4 pedone del bianco · f4 torre del nero · g4 pedone del nero · e3 alfiere del nero · b2 pedone del nero · c2 pedone del bianco · e2 cavallo del bianco · f2 pedone del nero · h2 re del bianco · b1 re del nero · f1 cavallo del bianco · h1 donna del bianco | d8 cavallo del nero · c7 pedone del nero · g7 pedone del nero · e6 pedone del nero · f6 torre del nero · g6 alfiere del bianco · a5 cavallo del nero · c5 pedone del bianco · a4 pedone del nero · d4 pedone del bianco · f4 torre del nero · g4 pedone del nero · e3 alfiere del nero · b2 pedone del nero · c2 pedone del bianco · e2 cavallo del bianco · f2 pedone del nero · h2 re del bianco · b1 re del nero · f1 cavallo del bianco · h1 donna del bianco | d8 cavallo del nero · c7 pedone del nero · g7 pedone del nero · e6 pedone del nero · f6 torre del nero · g6 alfiere del bianco · a5 cavallo del nero · c5 pedone del bianco · a4 pedone del nero · d4 pedone del bianco · f4 torre del nero · g4 pedone del nero · e3 alfiere del nero · b2 pedone del nero · c2 pedone del bianco · e2 cavallo del bianco · f2 pedone del nero · h2 re del bianco · b1 re del nero · f1 cavallo del bianco · h1 donna del bianco | d8 cavallo del nero · c7 pedone del nero · g7 pedone del nero · e6 pedone del nero · f6 torre del nero · g6 alfiere del bianco · a5 cavallo del nero · c5 pedone del bianco · a4 pedone del nero · d4 pedone del bianco · f4 torre del nero · g4 pedone del nero · e3 alfiere del nero · b2 pedone del nero · c2 pedone del bianco · e2 cavallo del bianco · f2 pedone del nero · h2 re del bianco · b1 re del nero · f1 cavallo del bianco · h1 donna del bianco | 2 |
| 1 | d8 cavallo del nero · c7 pedone del nero · g7 pedone del nero · e6 pedone del nero · f6 torre del nero · g6 alfiere del bianco · a5 cavallo del nero · c5 pedone del bianco · a4 pedone del nero · d4 pedone del bianco · f4 torre del nero · g4 pedone del nero · e3 alfiere del nero · b2 pedone del nero · c2 pedone del bianco · e2 cavallo del bianco · f2 pedone del nero · h2 re del bianco · b1 re del nero · f1 cavallo del bianco · h1 donna del bianco | d8 cavallo del nero · c7 pedone del nero · g7 pedone del nero · e6 pedone del nero · f6 torre del nero · g6 alfiere del bianco · a5 cavallo del nero · c5 pedone del bianco · a4 pedone del nero · d4 pedone del bianco · f4 torre del nero · g4 pedone del nero · e3 alfiere del nero · b2 pedone del nero · c2 pedone del bianco · e2 cavallo del bianco · f2 pedone del nero · h2 re del bianco · b1 re del nero · f1 cavallo del bianco · h1 donna del bianco | d8 cavallo del nero · c7 pedone del nero · g7 pedone del nero · e6 pedone del nero · f6 torre del nero · g6 alfiere del bianco · a5 cavallo del nero · c5 pedone del bianco · a4 pedone del nero · d4 pedone del bianco · f4 torre del nero · g4 pedone del nero · e3 alfiere del nero · b2 pedone del nero · c2 pedone del bianco · e2 cavallo del bianco · f2 pedone del nero · h2 re del bianco · b1 re del nero · f1 cavallo del bianco · h1 donna del bianco | d8 cavallo del nero · c7 pedone del nero · g7 pedone del nero · e6 pedone del nero · f6 torre del nero · g6 alfiere del bianco · a5 cavallo del nero · c5 pedone del bianco · a4 pedone del nero · d4 pedone del bianco · f4 torre del nero · g4 pedone del nero · e3 alfiere del nero · b2 pedone del nero · c2 pedone del bianco · e2 cavallo del bianco · f2 pedone del nero · h2 re del bianco · b1 re del nero · f1 cavallo del bianco · h1 donna del bianco | d8 cavallo del nero · c7 pedone del nero · g7 pedone del nero · e6 pedone del nero · f6 torre del nero · g6 alfiere del bianco · a5 cavallo del nero · c5 pedone del bianco · a4 pedone del nero · d4 pedone del bianco · f4 torre del nero · g4 pedone del nero · e3 alfiere del nero · b2 pedone del nero · c2 pedone del bianco · e2 cavallo del bianco · f2 pedone del nero · h2 re del bianco · b1 re del nero · f1 cavallo del bianco · h1 donna del bianco | d8 cavallo del nero · c7 pedone del nero · g7 pedone del nero · e6 pedone del nero · f6 torre del nero · g6 alfiere del bianco · a5 cavallo del nero · c5 pedone del bianco · a4 pedone del nero · d4 pedone del bianco · f4 torre del nero · g4 pedone del nero · e3 alfiere del nero · b2 pedone del nero · c2 pedone del bianco · e2 cavallo del bianco · f2 pedone del nero · h2 re del bianco · b1 re del nero · f1 cavallo del bianco · h1 donna del bianco | d8 cavallo del nero · c7 pedone del nero · g7 pedone del nero · e6 pedone del nero · f6 torre del nero · g6 alfiere del bianco · a5 cavallo del nero · c5 pedone del bianco · a4 pedone del nero · d4 pedone del bianco · f4 torre del nero · g4 pedone del nero · e3 alfiere del nero · b2 pedone del nero · c2 pedone del bianco · e2 cavallo del bianco · f2 pedone del nero · h2 re del bianco · b1 re del nero · f1 cavallo del bianco · h1 donna del bianco | d8 cavallo del nero · c7 pedone del nero · g7 pedone del nero · e6 pedone del nero · f6 torre del nero · g6 alfiere del bianco · a5 cavallo del nero · c5 pedone del bianco · a4 pedone del nero · d4 pedone del bianco · f4 torre del nero · g4 pedone del nero · e3 alfiere del nero · b2 pedone del nero · c2 pedone del bianco · e2 cavallo del bianco · f2 pedone del nero · h2 re del bianco · b1 re del nero · f1 cavallo del bianco · h1 donna del bianco | 1 |
|   | a | b | c | d | e | f | g | h |   |

Petrov fu anche un originale problemista. Nel 1824 pubblicò una delle sue composizioni più famose (diagramma a destra). Collaborò dal 1859 al 1863 alla rivista russa Schachmatnij Listok e anche a diverse riviste straniere, in particolare tedesche, con problemi simbolici, automatti e problemi condizionati che furono molto apprezzati dai contemporanei.

## Alcune partite
- Alexander Hoffman vs Alexander Petrov, Varsavia 1844, Partita italiana (C53), 0-1 L'immortale di Petrov
- Sergei Urusov - Alexander Petrov, per corr. 1863, Gambetto scozzese (C56)
- NN - Alexander Petrov, 1863, Gambetto di re var. Kieseritzky (C39)